# 瀬戸慎吾
瀬戸 慎吾（せと しんご、1970年8月29日 - ）は、日本の映画監督、映画プロデューサー、脚本家である。

## 経歴
石川県金沢市出身。日本シナリオ作家協会シナリオ講座 第30期研修科夜間部修了。映画美学校フィクション・コース第2期高等科修了。映画部活動チームハコブネ代表。土肥劇場 主催。
寿司店を営む両親の元で育つ。13歳のころ、祖父より8mmフィルムカメラを譲り受けたことがきっかけで、映画を撮り始める。20歳のころ、バイクによる全国行脚を敢行中、訪ねた映画監督に誘われ、映画の撮影現場に助監督として参加。翌年、郷里の友人達と中編映画「幸せが続く様に」を撮影。1992年、文芸坐2にてモーニングショー公開。金沢東映２にてGW特別公開。こおりやまインディペンデント映画祭グランプリ、神奈川芸術祭映像コンクール 入選、日活映像学園祭 金賞ほかを受賞。
拠点を東京に移し、映像制作を続ける傍ら、小劇場の劇団に所属。役者として、２度の全国公演を含む７本の舞台公演に出演。それが縁で舞台大道具として働くようになり、ミュージカルやバレエ、オペラ、コンサート、紅白歌合戦など様々なステージの裏方を経験。小劇場では舞台監督も行っていた。
1998年以降、再び映画スタッフとなり、主に演出部(助監督)として、海外作品を含む、７0本を越える作品に携わる。主な参加作品「ワイルド・スピード TOKYO DRIFT」「新宿インシデント」「ゴジラFINAL WARS」ほか。
自主制作時代から、全ての監督作品で、オリジナル脚本を執筆している。
2015年、静岡県伊豆市土肥の廃小学校にツリーハウスを自らの手で建築。そのツリーハウスを舞台に、初長編となる映画「軽やかに地平を狙え！」を製作・監督。 2016年土肥の古民家を利用して、お座敷映画館「土肥劇場(といげきじょう)」をプロデュース。8月限定で開館し、映画上映、演劇祭、カレーフェス、学校お化け屋敷、吉本ばなな展、など多彩なイベントを企画・開催する。映画祭は第三回から伊豆映画祭として開催し、公募部門で全国からの参加者が集った。惜しまれつつ2019年の第五回でひとまず幕を下ろし、上映作品数としてはヒット作・インディペンデントを含め、のべ200本余りの上映が行われた。
子供達と映画を作る全国の様々なイベントで講師を務めている。
主宰する映画部活動 チームハコブネでは、映画制作、俳優やスタッフ志望者の若手育成を行っている。

## 監督作品

### 短編
- 「人造人間ガンマ」（1983年）※8mm／3分
- 「無題」（1985年）※8mm／3分
- 「平成二年の俺たち」（1988年）※8mm／3分
- 「2APPLES」（1993年）※SD／30分
- 「遊星ボイド」（2011年）※HD/4分✕3話
- 「金沢暮色」（2011年）※HD/10分✕5話　平成22年度「石川新情報書府ビジネス公募事業」石川県金沢市観光ドラマ
- 「蟹」（2014年）※｢京都映画企画市-Kyoto Film Pitching」プレゼンテーション映像
- 「いのちがいっぱい」「本当の宝物」「思いやりの花がさくとき」(2016年) ＊平成28年度 千葉県道徳教育映像教材 / 千葉県教育委員会 / 制作プロダクション 東映東京撮影所

### 中編
- 「幸せが続く様に」（1992年）※16mm／55分 こおりやまインディペンデント映画祭グランプリ、神奈川芸術祭映像コンクール 入選、日活映像学園祭 金賞、文芸坐2モーニングショー公開
- 「地球の家」（1995年）※SD／60分 神奈川芸術祭映像コンクール 入選

### 長編
- 「軽やかに地平を狙え！」（2015年）※123分　グレート・ウエスタン・キャッツキルズ国際映画祭（アメリカ合衆国ニューヨーク州アンデス）最優秀長編作品賞、伊豆映画祭 in 土肥劇場 毎夏特別上映、シネマスコーレ公開

## プロデュース作品
- 「軽やかに地平を狙え！」（2015年）※123分
- FAKY主演 / インタラクティブ選択制Webドラマ "Are You OK?" (2016年) プロデューサー協力

## 出演
- 「幸せが続く様に」（1992年）※ヨロイ姿の男役
- 「ザザンボ」（1992年）※間男役
- CM スカパー! WEB（1993年）※主演
- 「日本の青空」（2007年）※都留重人役
- 「少女たちの羅針盤」（2009年）※運営委員役
- 「ザ・テノール 真実の物語」（2014年）※スタジオ技師役

## 予告編編集
- テレビドラマ「宮本から君へ」予告編 #5〜12 (2018年)　※第56回ギャラクシー賞 テレビ部門 奨励賞
- テレビドラマ「ちょこっと京都に住んでみた。」予告編  (2019年) ※第8回 ATP上方番組大賞 グランプリ / 第57回（2019年度）ギャラクシー奨励賞

## 脚本
- 「銀色の夏」（1999年）※大伴昌司賞 ノミネート入賞

## プロジェクションマッピング
- ドラマ「ネット興亡記」(2020年)　※演出部・プロジェクションマッピング

## 舞台演出
- 「BATSU殺人事件」(2015年) @土肥劇場
- 「落語とハワイが恋をしてる♡」２〜4話 (2017年) @北とぴあ ペガサスホール
- 「芝浜」(2018年) @伊豆映画祭 in 土肥劇場
- 「ルール」（2019年）@代々木アクターズクリニック アトリエ公演 / 伊豆映画祭 in 土肥劇場

## 連載
- Movie Meet Up （百花壇 vol1,2）[4]。